# キム・ヒチョン
キム・ヒチョン（朝: 김희천、英: Kim HeeCheon、1994年9月2日 - ）は、韓国の歌手・ダンサーである。男性音楽グループ「ORβIT」の元リーダーであり、韓国側所属事務所Future Passportの社長も務めていた。ORβITのメンバーとして活動する際は「HEECHO」(ヒチョ)、作詞・プロデュース等を行う際は「キムヒ」の名義を使用していた。2014年～2019年5月まではアイドルグループ「HALO」のメンバーとして活動していた。

## 略歴
子役時代
- 子役としてCMに出演[2]。

2014年
- 6月26日 -  HALOのメンバーとしてデビュー[3]。

2017年
- 8月9日　-　KBS WORLD「ザ・ビューティー」のMCに決定[4]。

2019年
- 5月8日　-　韓国の事務所ハイスターエンターテインメントとの契約が終了[5]。
- 5月31日　-　キム・ヒチョン＆チョン・ヨンフン（オウン） Specialユニット「OH！！！！2」にて「寄席(よせ)ばいいのに」出演。
- 9月3日　-　チョン・ヨンフン（オウン）、キム・ユンドンと共にPRODUCE 101 JAPANの練習生として発表[6]。
- 11月25日　-　PRODUCE 101 JAPANからの辞退を発表[7]。

2020年
- 2月9日　-　ORβITのメンバーとして公式YouTubeチャンネルから発表[8]。
- 6月　-　ORβIT所属の韓国芸能事務所として株式会社Future Passportを設立。社長に就任[9]。
- 11月11日 - ORβITのメンバーとしてデビュー[10]。

2022年
- 2月1日 - 兵役義務遂行のため活動休止[11]。

2023年
- 2月14日 - 「キムヒ」名義で1stソロシングル『十人十色十俺』をリリース。Youtubeチャンネル「kimuhi_official」開始。

- 9月2日 - 除隊。（明確な日程は不明、FCコンテンツにて報告）
- 12月2日～16日 -「キムヒ『十人十色十俺』発売記念サイン会」  及び、「よんひ除隊記念PARTY」を福岡・大阪・東京・名古屋・仙台で開催。

2024年
- 11月 - キムヒ商品の購入が可能な通販サイト開設[12]。

2025年
- 6月20日 - 当日をもってORβITの卒業と、所属事務所の退社を発表[13]。
- 7月20日 - 自身のInstagramにて、直筆の手紙により報告。

## 人物
姉と妹がいる。子役出身でKBSの公益広告などCMやPSYのミュージックビデオに多数出演していた。自分の子供時代について、2015年9月kstyleのインタビューで「静かな子供でした。一人でいることが好きで、部屋で一人でおもちゃで遊んでいました。学校では早退も多かったですし、友達を作る時間もなくて」と振り返っている。またアイドルを目指すきっかけについて、習い事としてやっていた演技のステージでアイドル役として立ったことだったと語っている。彼の特徴的な黒い指輪(6個)は、中学３年生の時に心を開いた友達に買ってもらい、当時から今もつけている。
大学時代は日本語を専攻していた。

## エピソード
- アルバム「HALOの不思議なレストラン」でCHARAの「ミルク」（1997年）をソロ曲としてカバーしているが、スタッフから勧められてよく聞いていたと語っている[16]。
- お気に入りのファッションアイテムとして時計を毎回つけており、「PRODUCE 101 JAPAN」出演時にも細い腕を隠すために時計をつけていたが、電池切れの状態であった（電池交換が面倒との理由でそのまま）。また、番組共演していた川西拓実（現・JO1）に自身が持っていたイエローのG-SHOCKを貸したこともある[17]。
- 小顔であり、「PRODUCE 101 JAPAN」ビジュアルセンターコーナーの時に顔の大きさを測定したところ顔の幅が11.5cm、長さが約20cmで9頭身だった[18]。
- 「ORβITのHEECHO（ソロ）」と「キムヒ」では携わるスタッフが異なるため、事務所内でも別プロジェクトとして扱われていた。

## 作品

### PRODUCE 101 JAPAN
- ツカメ 〜It's Coming〜（2019年9月3日）
- PRODUCE 101 JAPAN - 35 Boys 5 Concepts（2019年11月29日） - Black Out

### キムヒ
| 発売日        | タイトル     | 規格品番  | 形態                     |
| ------------- | ------------ | --------- | ------------------------ |
| 2023年2月14日 | 十人十色十俺 | PLCD-0021 | 初回限定盤（CD＋写真集） |
| 2023年2月14日 | 十人十色十俺 | PLCD-0022 | 通常盤（CD）             |

### その他参加作品
| 公開日         | タイトル            | 収録作品                                  | アーティスト                              |
| -------------- | ------------------- | ----------------------------------------- | ----------------------------------------- |
| 2017年11月13日 | Fly Day             | 平昌冬季五輪G-100特別イベントテーマソング | 平昌冬季五輪G-100特別イベントテーマソング |
| 2022年3月30日  | bad guy             | bad guy                                   | BUGVEL                                    |
| 2022年3月30日  | WARNING -final mix- | bad guy                                   | BUGVEL                                    |
| 2022年3月30日  | 彩雲 -final mix-    | bad guy                                   | BUGVEL                                    |
| 2025年2月19日  | 花びら              | -                                         | YD                                        |